# Richard Carrier
 Richard Cevantis Carrier é um historiador, ativista do ateísmo, autor e blogger americano. Tem doutorado em História Antiga pela Universidade de Colúmbia, com tese sobre história da ciência e antiguidade arcaica. Ele é um dos principais proponentes da teoria do Mito de Jesus Cristo, sendo também conhecido por escrever no site ateísta Internet Infidels, igualmente conhecido como Secular Web, onde ele foi editor-chefe por vários anos.
Ele é defensor do ateísmo e do naturalismo metafísico, tendo publicado vários artigos, livros, jornais e revistas, além de produzir um documentário intitulado " O Deus que não está aqui", e levantou dúvidas sobre a existência do Jesus histórico. Ele frequentemente contribui no " The God Contention" , um web site que compara as inúmeras crenças de todo o mundo.

## Trabalho
Carrier recebeu um doutorado em História da Antiguidade, pela Universidade de Columbia em 2008. Sua tese foi intitulada: 'Atitudes em relação a filosofia naturalista no Início do império romano '. Ele escreveu vários artigos e livros sobre história e filosofia. É um contribuinte do site Secular Web (um dos principais sites que defendem o ceticismo em relação a religião na internet), escrevendo sobre uma ampla gama de assuntos, como as origens do cristianismo e defesas do naturalismo e da filosofia ateísta. Debateu diversas vezes na internet ou em público, apoiando a visão naturalista do universo, explicações racionais sobre a  ressurreição de cristo e a legalização do aborto.
Depois de ver a crítica de Carrier sobre o artigo de Mark Steneir: "Aplicações da matemática e os problemas do naturalismo metafísico", o professor de matemática e cristão acadêmico do Westmont Collage, Russel Howe, argumentou que o Richard falhou em mostrar o porquê de Steneir estar errado, apesar de Carrier negar essa conclusão. Por outro lado, o professor de neurologia do Colégio de Medicina Albert Einstein, Yonatan Fishman, em um jornal de ciência e educação, defendeu os arguementos de Carrier, pois seria um proeminente contra-argumento do naturalismo metafisico diante da apologética sobrenatural. Também elogiou as teses do filosofo-historiador que demonstravam que o naturalismo poderia ser investigado cientificamente.

## Origens do cristianismo
Ele é um defensor do mito de Jesus. Em relação aos argumentos de alguns apologéticos, como do filósofo cristão William Lane Craig, que a tumba vazia onde se encontrava Jesus é uma prova para o cristianismo, Carrier argumenta, caso Jesus tenha de fato existido, que os primeiros cristãos realmente acharam que Cristo havia recebido um novo corpo na ressurreição, mas as histórias de que seus restos mortais desapareceram da tumba apenas se formariam anos mais tarde. Ele também argumenta, com menor grau de probabilidade, que o corpo de jesus poderia ter sido roubado ou extraviado. Seu trabalho nesse campo foi criticado pelo filosofo Stephen T. Davis e o apologista cristão Norman Geisler. O estudioso da religião Bart Ehrman criticou Carrier por sua argumentação que durante os anos primordiais do cristianismo, uma figura messiânica como a de Jesus era esperada; Ehrman confirma que isso não passaria de informações precipitadas das leituras de Isaías 53 e Daniel 9. Em 2012 Carrier publicou um livro analisando criticamente o Teorema de Bayes como ferramenta para a investigação histórica (em especial, sobre a historicidade de Jesus).
Inicialmente cético sobre essa posição, em 2005 finalmente afirmou que "muito provavelmente Jesus nunca existiu como uma pessoa histórica", ele também disse " que prevê um aumento de especialistas do cristianismo primitivo que ficariam mais céticos em relação a existência de Jesus nos próximos anos".

## Na mídia
Quando Antony Flew, descrente por décadas, rejeitou o ateísmo em 2004, Carrier trocou várias correspondências com Flew para saber o porquê da decisão, e finalmente chegou a conclusão que ele apenas havia começado a acreditar em uma entidade deísta, ao contrário do que alegavam alguns cristãos. Carrier também suspeitou que a opinião de Flew havia sido manipulada por alguns teístas no livro em que ele mostrou sua mudança de ponto de vista, " Há um Deus ". Contudo, o próprio Antony recusou essa afirmação de manipulação devido a sua idade mental avançada, alegando que " Esse livro realmente representa o meu pensamento".
Carrier apareceu na rede nacional de televisão americana, em 2004, debatendo com o apologético cristão William Lane Craig sobre as provas da ressurreição de Jesus. Em 2006, o jornal "The Columbus" noticiou que Richar Carrier havia sido selecionado como porta-voz no encontro anual de humanistas em Ohio, durante um banquete na universidade de Columbia, onde teria defendido o naturalismo metafísico. Carrier também está listado no livro " Quem é Quem no inferno ".

## Publicações

### Artigos
- "Flash! Fox News Reports that Aliens May Have Built the Pyramids of Egypt!". Skeptical Inquirer 23.5 (September-October 1999).
- "The Guarded Tomb of Jesus and Daniel in the Lion's Den: An Argument for the Plausibility of Theft". Journal of Higher Criticism 8.2 (Fall 2001).
- "Pseudohistory in Jerry Vardaman's Magic Coins: The Nonsense of Micrographic Letters". Skeptical Inquirer 26.2 (March-April 2002) and 26.4 (July-August 2002).
- "The Function of the Historian in Society". The History Teacher 35.4 (August 2002).
- "Hitler's Table Talk: Troubling Finds". German Studies Review 26.3 (October 2003).
- "The Argument from Biogenesis: Probabilities Against a Natural Origin of Life". Biology & Philosophy 19.5 (November 2004).
- "Whence Christianity? A Meta-Theory for the Origins of Christianity". Journal of Higher Criticism 11.1 (Spring 2005).
- "Fatal Flaws in Michael Almeida's Alleged 'Defeat' of Rowe's New Evidential Argument from Evil". Philo 10.1 (Spring-Summer 2007).
- "On Defining Naturalism as a Worldview". Free Inquiry 30.3 (April/May 2010).
- "Thallus and the Darkness at Christ’s Death". Journal of Greco-Roman Christianity and Judaism 8 (2011-2012).
- "Origen, Eusebius, and the Accidental Interpolation in Josephus, Jewish Antiquities 20.200". Journal of Early Christian Studies 20.4 (Winter 2012).

### Livros
- Proving History: Bayes's Theorem and the Quest for the Historical Jesus (Amherst, NY Prometheus Books, 2012) ISBN 978-1-61614-559-0
- Chapters in Bart Ehrman and the Quest of the Historical Jesus of Nazareth, 2013, American Atheist Press
- Why I Am Not a Christian: Four Conclusive Reasons to Reject the Faith (Philosophy Press, 2011) ISBN 978-1-45658-885-4
- Chapters: "Christianity's success was not incredible", "Neither life nor the universe appear intelligently designed", "Moral facts naturally exist (and science could find them)" in The End of Christianity edited by John W. Loftus (Amherst, NY Prometheus Books 2011) ISBN 978-1-61614-413-5.
- Chapters: "Why the resurrection is unbelievable", "Christianity was not responsible for modern science" in The Christian Delusion edited by John W. Loftus (Amherst, NY Prometheus Books 2010) ISBN 978-1-61614-168-4.
- Chapter: "Bayes's Theorem for Beginners: Formal Logic and Its Relevance to Historical Method", in Sources of the Jesus Tradition: Separating History from Myth ed. R. Joseph Hoffmann (Amherst, NY Prometheus Books 2010).
- Not the Impossible Faith, Why Christianity Didn't Need a Miracle to Succeed Lulu.com (2009) ISBN 978-0-557-04464-1
- "Abortion Cannot be Regarded as Immoral". In The Abortion Controversy (edited by Lucinda Almond) Greenhaven Press (2007) ISBN 0-7377-3274-1.
- Chapters: "The Spiritual Body of Christ and the Legend of the Empty Tomb", "The Plausibility of Theft", "The Burial of Jesus in Light of Jewish Law". In The Empty Tomb: Jesus Beyond The Grave (edited by Robert M. Price and Jeffery Jay Lowder) Prometheus Books (2005) ISBN 1-59102-286-X
- Sense and Goodness without God: A Defense of Metaphysical Naturalism. AuthorHouse (2005) ISBN 1-4208-0293-3.
- Entries on "Epicurus", "Lucretius", "Philodemus", "Second Sophistic", "Soranus of Ephesus" in Encyclopedia of the Ancient World (edited by Thomas J. Sienkewicz). Salem Press (2002). ISBN 0-89356-038-3.